# Dolnoreńska kultura pól popielnicowych

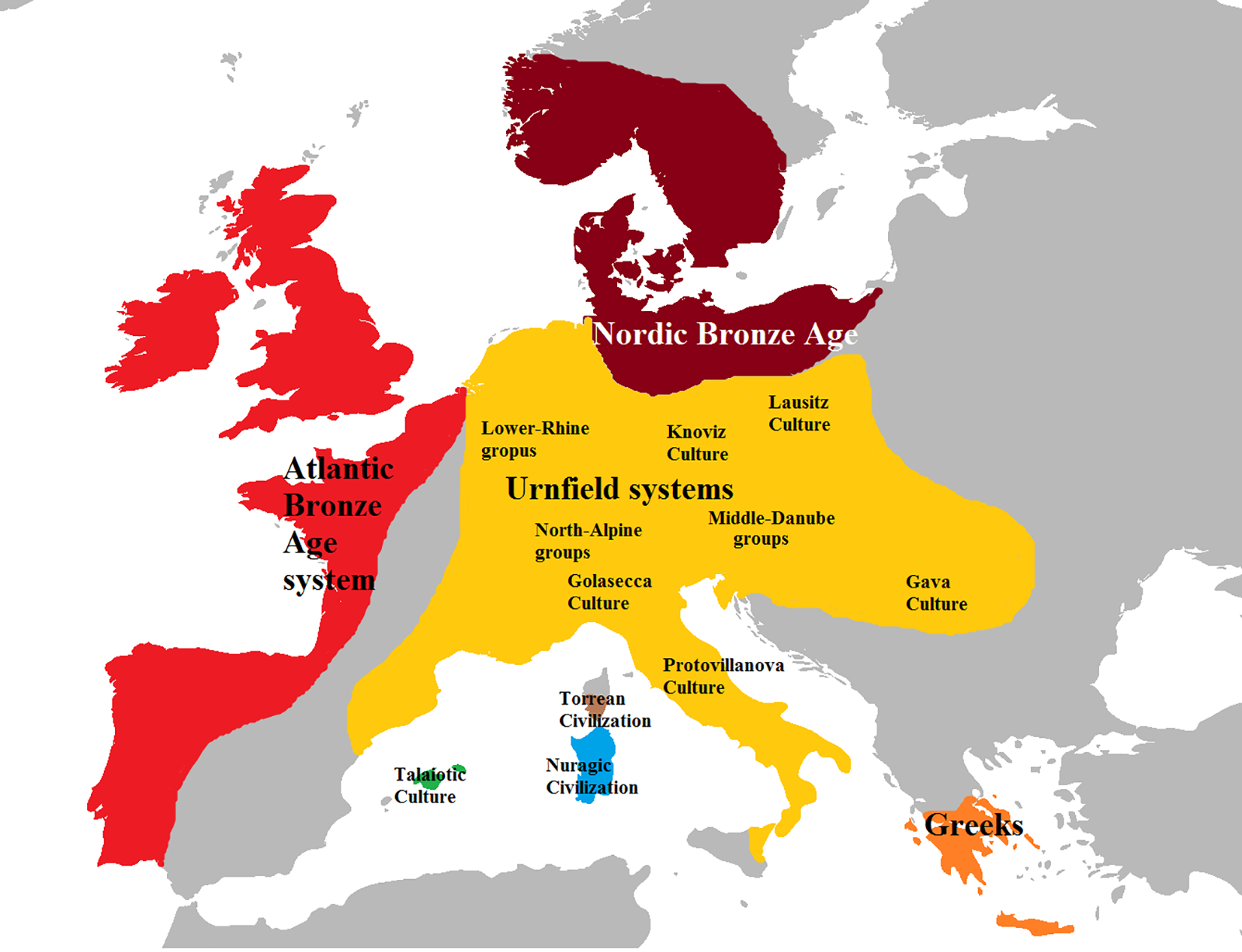
Dolnoreńska kultura pól popielnicowych jako jedna z kultur kręgu pól popielnicowych (Lower-Rhine groups)

Dolnoreńska kultura pól popielnicowych to kultura epoki brązu, zajmująca teren na zachód i południe od dolnego Renu, Nadrenię – Północną Westfalię, Belgię i południową Holandię.
Formą obrządku pogrzebowego były płaskie groby popielnicowe otoczone niekiedy rowami.